# Opernhaus Guangzhou

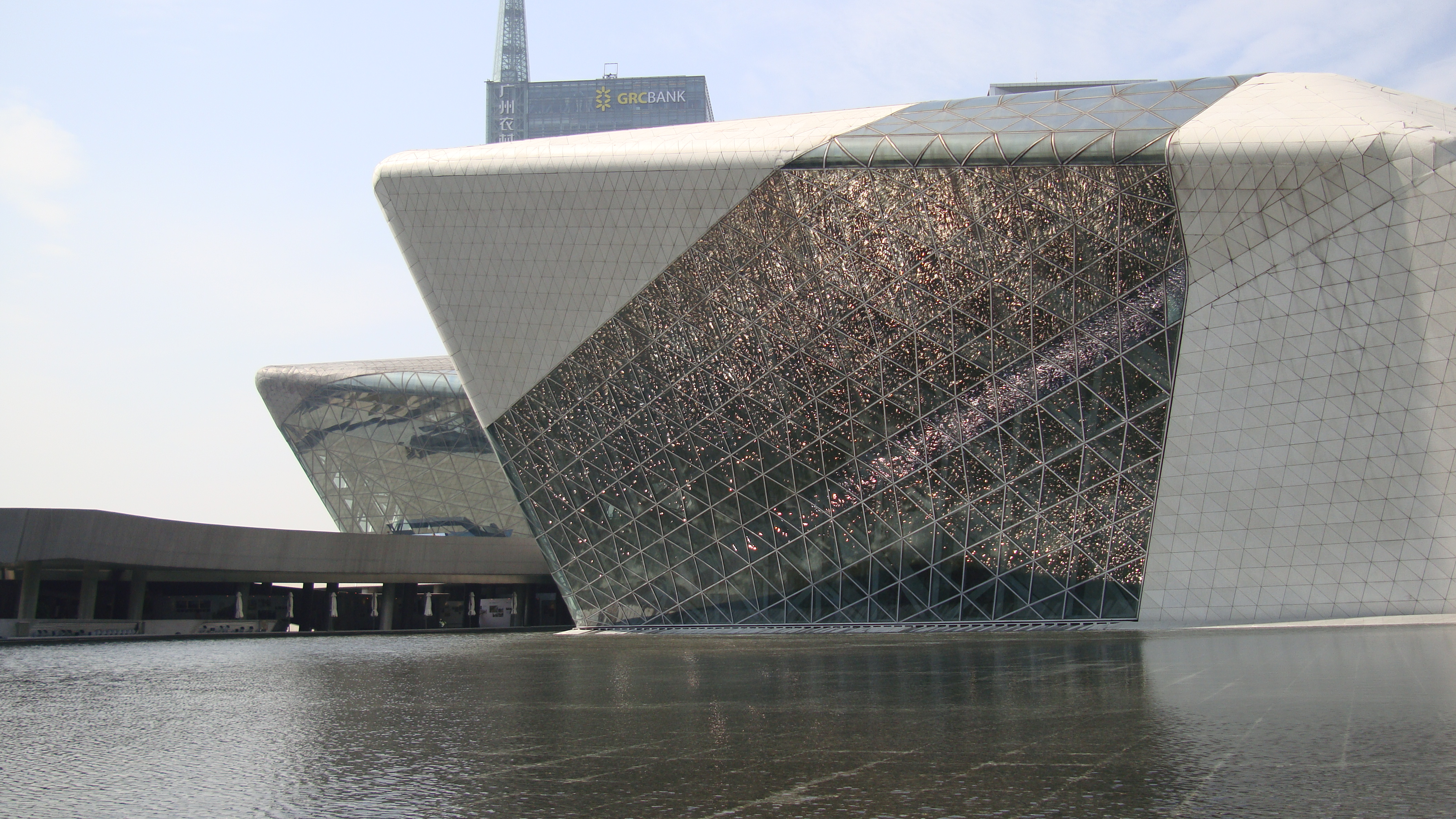
Opernhaus Guangzhou Rückseite

Das Opernhaus Guangzhou, local Guangzhou Grand Theatre (chinesisch: 广州大剧院) genannt, ist das Opernhaus der Stadt Guangzhou (Provinz Guangdong) in der Volksrepublik China. Der Entwurf stammt von der Architektin Zaha Hadid, die einen Ausschreibungswettbewerb gewonnen hatte. Das Kulturgebäude befindet sich im Finanzzentrum der Stadt am Perlfluss.

## Geschichte
Der Bau eines neuen großen Theaters, in dem vorzugsweise Opern zur Aufführung kommen sollten, hat die Stadtverwaltung von Guangzhou im Jahr 2002 weltweit ausgeschrieben. Eine Jury wählte aus den zahlreich eingereichten Angeboten den Entwurf der Architektin Zaha Hadid aus, an dem auch der deutsche Architekt Patrik Schumacher beteiligt war. 
Für den Bau wurde im Jahr 2005 der Grundstein gelegt. Nach fünf Jahren, am 9. Mai 2010 erfolgte mit der Aufführung von Puccinis Oper Turandot unter der Leitung von Lorin Maazel die feierliche Eröffnung. Das neue Opernthaus lockte innerhalb von 13 Jahren (bis Mitte 2023) rund 5,5 Millionen Besucher an. Sie erlebten Aufführungen mit Künstlern der internationalen Musikszene wie Simon Rattle, Zubin Mehta, Jonas Kaufmann, Lang Lang und viele andere.
Außer klassischen Opern werden im Haus auch Musicals, Symphoniekonzerte, Theaterstücke sowie Aufführungen der Chinesischen Oper geboten.

## Architektur
Zaha Hadid entwarf die beiden Gebäude der Oper in der Form von zwei riesigen Kieselsteinen, die in ihrer gewundenen Form erscheinen sollen, als ob sie durch das Wasser des Perlenflusses geglättet sind. Beide Bauteile umfassen eine Nutzfläche von 70.000 m². Die überwiegend aus Beton hergestellte Außenfassade ist zum Teil mit einer facettenartig strukturierten Konstruktion versehen, die mit dreieckigen Fliesen aus Glas sowie weißem und schwarzem Granit beschichtet ist.
Die Innenräume sind mit großen, säulenfreien Lobbys, Terrassen und Treppen gestaltet. Die beiden Bauteile des Opernhauses bestehen aus dem Hauptsaal, in dem in erster Linie Opernaufführungen stattfinden. Er ist mit 1687 Sitzplätzen und mit den modernsten akustischen Technologien ausgestattet. Und aus der daneben angeordneten Mehrzweckhalle mit dem kleinen Theater mit Platz für 350 Besucher. Die Halle kann multifunktional umgestaltet werden, beispielsweise für Kongresse oder andere Kulturevents genutzt werden. Hinzu kommen in beiden Bauteilen Garderoben, Probenräume sowie Büros und Verwaltungsräume.